# 孝昭王
孝昭王（こうしょうおう、687年 - 702年8月24日）は、新羅の第32代の王（在位：692年 – 702年）であり、姓は金、諱は理洪（『三国史記』新羅本紀・孝昭王紀の分注には理恭ともいう）。先代の神文王の長子であり、母は一吉飡（7等官）の金欽運（同・分注には金欽雲）の娘の神穆王后。691年に太子に立てられており、692年7月に先王の死去に伴い王位に就いた。5歳での即位となるが、摂政が立てられたような記事は半島の史書には見られない。

## 治世
即位時に唐の武則天から、＜輔国大将軍・行左豹韜尉大将軍・鶏林州都督・新羅王＞に冊封されており、699年2月に唐への朝貢を再開するなど、三国統一後の唐との間の緊張は緩和されることとなった。また、698年3月には「日本国」から来た使者を崇礼殿で引見したと伝えられる。
国内官制については、王の即位とともに諱を避けるために理方府（立法を管轄）が議方府と改称された。695年には王都金城（慶尚北道慶州市）の市場としてそれまであった東市に加えて西市・南市を創設し、市場を管理する西市典・南市典の官を増設した。暦法の変更を試み、695年には子の月（陰暦11月）を正月とすることにし、700年には寅の月（夏王朝代に正月とされた陰暦の正月）を正月とすることにしたことが孝昭王紀には伝わっているが、当時の唐の暦法（麟徳暦）との関係など詳しいことは解かっていない。
在位11年にして702年7月に死去し、孝昭と諡されて望徳寺（慶州市排盤洞）の東に埋葬された。その王陵は現在の慶州市朝陽洞の史跡184号に比定されている。
孝昭王の死に当たって、唐では武則天が王のために葬儀を行なって政務を2日間執らなかったとされる（『三国史記』）。また文武天皇は王の死を知らせた新羅使・金福護を難波の館で饗応し、哀悼を表す詔を下した（『続日本紀』）。

## 脚註
1. ↑  7歳で即位した第24代の真興王には、即位直後は王母が摂政を務めたことが伝えられているが、孝昭王については摂政の記事は伝えられていない。ただし『続日本紀』には700年（文武天皇4年）に来日した新羅使の金所毛が（王母でなく）母王の喪を告げたとあり、母が摂政を務めたことが推測される。なお金所毛は翌年、日本で客死した。
2. ↑  唐と新羅との関係の改善については、共通の敵となる渤海国の成立（698年）に起因するとみられている。
3. ↑  『続日本紀』には同年の2月に新羅使の金弼徳が帰国した記事があるが、彼らの貢物を諸神社や天武天皇陵に納めながらお返しの記録は無く、出迎えの使者はいるが送使の記載は無い。神功皇后の時代から国号は「倭」でなく「日本」であるという建前のため、列島側は国号変更の通告を正史に記載しなかった。半島側でも12世紀にはこの使者の意義が忘れられ、670年に倭国が日本と改めたと記した（『新唐書』日本伝の誤読か）とも考えられる。695年に出発した小野毛野と伊吉博徳の消息が700年まで不明であるため、何かの事情で遅れたか、再渡航の可能性もある。
4. ↑  新羅における市場の設置、市典の配置は第22代智証麻立干の598年の東市・東市典に始まる。